# Ricard Estarriol Saseras
Ricard Estarriol Saseras (Girona, 27 de febrer de 1937 - Viena, Àustria, 15 de maig de 2021) va ser un periodista català especialista en la Unió Soviètica i Europa de l'Est. En va informar in situ a través de més de 500 viatges per la regió, generalment entre Viena, Moscou i Varsòvia i organitzant una xarxa d'informadors. Durant molts anys va ser l'únic periodista català que informava regularment sobre la Unió Soviètica i l'Europa del Pacte de Varsòvia.

## Trajectòria
Va ser un dels primers periodistes occidentals acreditats a l'antic bloc de l'Est i va informar directament per a La Vanguardia i altres mitjans de comunicació de tots els esdeveniments des de la primavera de Praga del 1968 fins al col·lapse del bloc de l'Est. Mitjançant la seva amistat personal amb el portaveu del Vaticà, Joaquín Navarro-Valls, va ser també un vincle fiable per als periodistes austríacs sobre temes relacionats amb el Vaticà durant el pontificat de Joan Pau II. Durant la guerra a Iugoslàvia, Estarriol també va informar directament de la zona de guerra.
Com a periodista i observador, Estarriol va publicar anàlisis crítiques dels desenvolupaments europeus abans i després del canvi fins poc abans de la seva mort. Va publicar el llibre De la guerra freda a la nova Europa. Memòries d'un testimoni. La Universitat Harvard li va publicar la monografia Aproximació soviètica a la crisi polonesa.

## Biografia
Procedia de la família del polític i inventor Narcís Monturiol Estarriol (1819–1885). Va estudiar dret i periodisme a l'Escola Oficial de Madrid, i va treballar de periodista a Los Sitios (Diari de Girona), el Diario Regional de Valladolid i com a corresponsal a Madrid de l'agència de notícies Europa Press, abans de passar a La Vanguardia el 1964, on treballaria fins al 2002.
Es va unir a l'Opus Dei quan era estudiant, i va arribar a Viena el 1958 on es va establir definitivament el 1964, esdevenint un dels primers membres en establir la prelatura a Àustria. A més de la seva activitat professional, va participar en la creació de nombroses institucions educatives relacionades amb l'Opus Dei, com el Birkbrunn Centre i el Delphin Club.